# 杀人锦标赛
《杀人锦标赛》（英語：The Tournament）是一部2009年发行的一部英国动作片。这部片的导演是史考特·曼恩，主演有羅勃·卡萊爾、胡凯莉、文·雷姆斯等。

## 演员
- 郑莱莱- 胡凯莉
- 神父- 羅勃·卡萊爾
- Joshua Harlow- 文·雷姆斯
- Powers- 連恩·康寧漢
- Anton Bogart- Sebastien Foucan
- Miles Slade- Ian Somerhalder
- Yuri Petrov- 史考特·艾金斯
- Tech Eddie- Andy Nyman